# ヘンリー・リデル (初代レイヴェンスワース男爵)
初代レイヴェンスワース男爵ヘンリー・リデル（英語: Henry Liddell, 1st Baron Ravensworth、1708年8月1日（洗礼日） – 1784年1月30日）は、グレートブリテン王国の政治家、貴族。

## 生涯
トマス・リデル（Thomas Liddell、1680年頃 – 1715年、第3代準男爵ヘンリー・リデルの息子）とジェーン・クレイヴァーリング（Jane Clavering、1679年 – 1774年ジェームズ・クレイヴァーリングの娘）の長男として生まれ、1708年8月1日に洗礼を受けた。1715年5月に父が死去、1723年9月1日に祖父が死去すると準男爵位を継承した。1725年11月22日にケンブリッジ大学ピーターハウスに入学、1729年にM.A.を授与された後、1730年頃にグランドツアーに出た。
1734年イギリス総選挙で投票者1人毎に10ポンド与えたことでモーペス選挙区で当選した。議会では政府を支持、1739年にはパルド協定を支持した。その後、1747年6月29日にグレートブリテン貴族のレイヴェンスワース男爵に叙され、庶民院を離れた。
1784年1月30日に死去、2月8日に埋葬された。息子を儲けなかったため、レイヴェンスワース男爵の爵位は断絶したが、準男爵位は親族のヘンリー・リデルが継承した。

## 家族
1735年4月27日、アン・デルム（Anne Delme、1794年6月没、ロンドン市長サー・ピーター・デルムの娘）と結婚、1女を儲けた。
- アン（英語版）（1737年頃 – 1804年） - 1756年、第3代グラフトン公爵オーガスタス・フィッツロイと結婚、子供を儲けたが、後に離婚して1769年に第2代アッパー・オソリー伯爵ジョン・フィッツパトリックと再婚